# Zygmunt Rabski
Zygmunt Rabski (ur. 18 grudnia 1885 w Miłosławiu zm. 24 lutego 1930 w Gnieźnie) – polski doktor prawa, polityk, działacz niepodległościowy, poseł RP, powstaniec wielkopolski, burmistrz Gniezna.

## Życiorys
Syn architekta budowlanego Władysława (zm. 1921) i Heleny z Hübscherów (1859-1936). Absolwent poznańskiego gimnazjum św. Marii Magdaleny. Wówczas już przystąpił do tajnej organizacji narodowej Towarzystwa Tomasza Zana. Był łącznikiem gimnazjalnych, polskich struktur niepodległościowych z podobnymi organizacjami działającymi na uniwersytetach niemieckich.
Po ukończeniu w styczniu 1908 studiów prawniczych i aplikacji (referendariatu) we Wrocławiu i Monachium uzyskał stopień doktora i podjął pracę w Sądach Hanoweru. W 1918 wcielony do armii pruskiej przedostał się do Wielkopolski, gdzie przyłączył się do powstania wielkopolskiego biorąc osobisty udział w zdobywaniu koszar w Gnieźnie. Z ramienia Rady Ludowej był sędzią wojskowym okręgu północnego, kontrolerem niemieckiego magistratu, oraz przewodniczącym Wydziału Gnieźnieńskiej Rady Ludowej.
Po odzyskaniu niepodległości, w 1919, został w Gnieźnie pierwszym burmistrzem w Polsce porozbiorowej. Przez wiele lat piastował stanowisko przewodniczącego rady miejskiej. W 1922 z okręgu gnieźnieńskiego jako członek Narodowej Partii Robotniczej został posłem do Sejmu RP I kadencji, będąc jednocześnie członkiem Sejmiku Wydziału Powiatowego. W 1922 z ramienia NPR został wybrany przez Sejm RP I kadencji członkiem Trybunału Stanu. Prowadził w Gnieźnie kancelarię adwokacką i notarialną. Członek Izby Adwokackiej.
Zły stan zdrowia zmusił go, najpierw do rezygnacji z funkcji burmistrza, a następnie, już w październiku 1923, zrzeczenia się mandatu posła. Kilka tygodni przed śmiercią - 27 listopada 1929 - został odznaczony Krzyżem Oficerskim Orderu Odrodzenia Polski.
Żonaty z Aleksandrą Gładysz (1886-1980), z którą miał syna Włodzimierza (1925-1992). Brat Kazimierza Rabskiego, lekarza rezerwy, ofiary zbrodni katyńskiej.
Pochowany w grobowcu Rabskich na cmentarzu św. Piotra w Gnieźnie (sektor 1-13-35).